# Mullovka

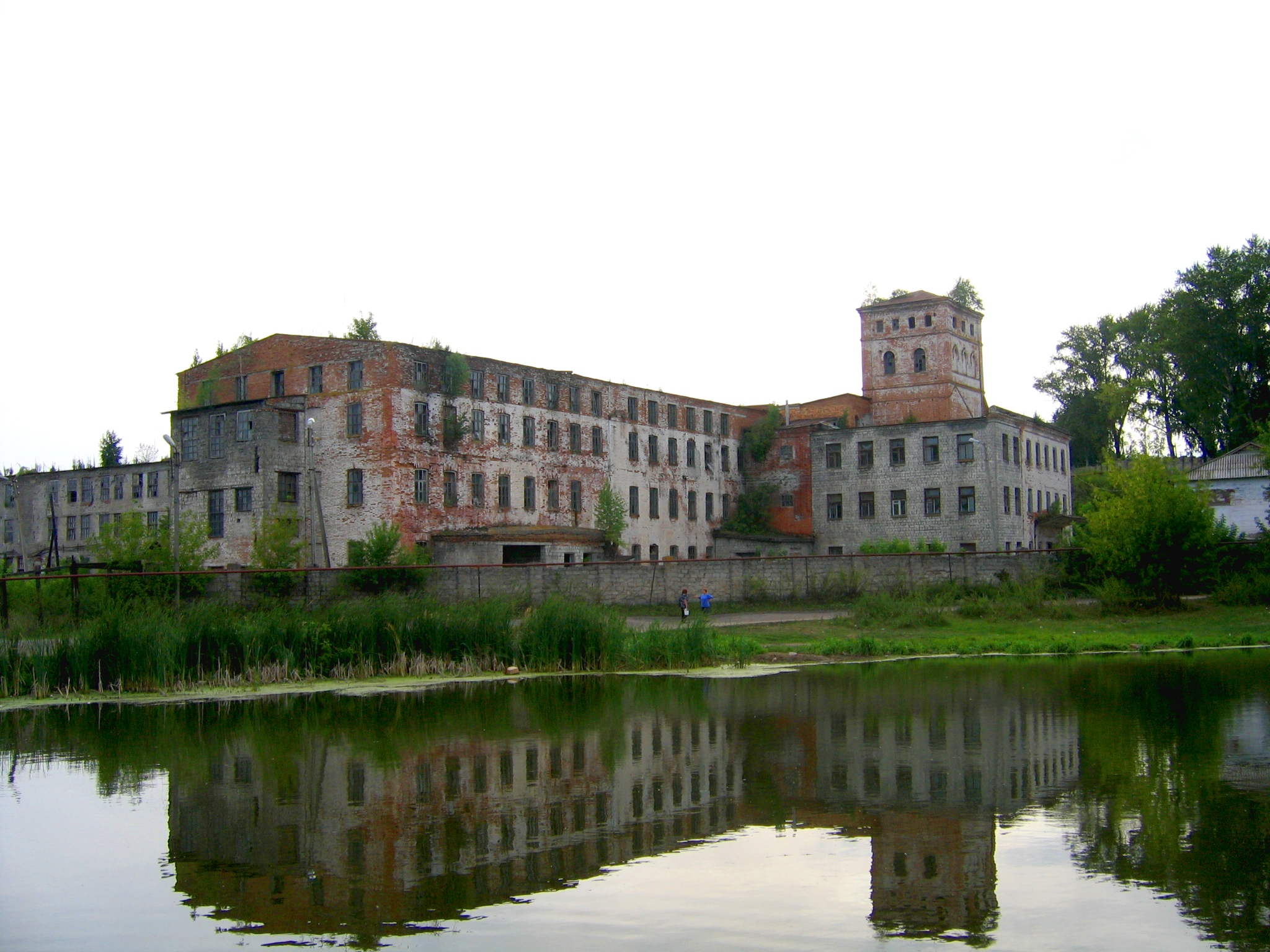
Gamla textilbyggnaden

Mullovka (ryska: Мулловка) är en stad i Uljanovsk oblast i Ryssland cirka 20 km väster om Dimitrovgrad, med 6 534 invånare (2009). Staden har omfattande textilindustri. En av matcherna i världsmästerskapet i bandy för herrar 2016 avgörs i staden.